# Bistum Oeiras

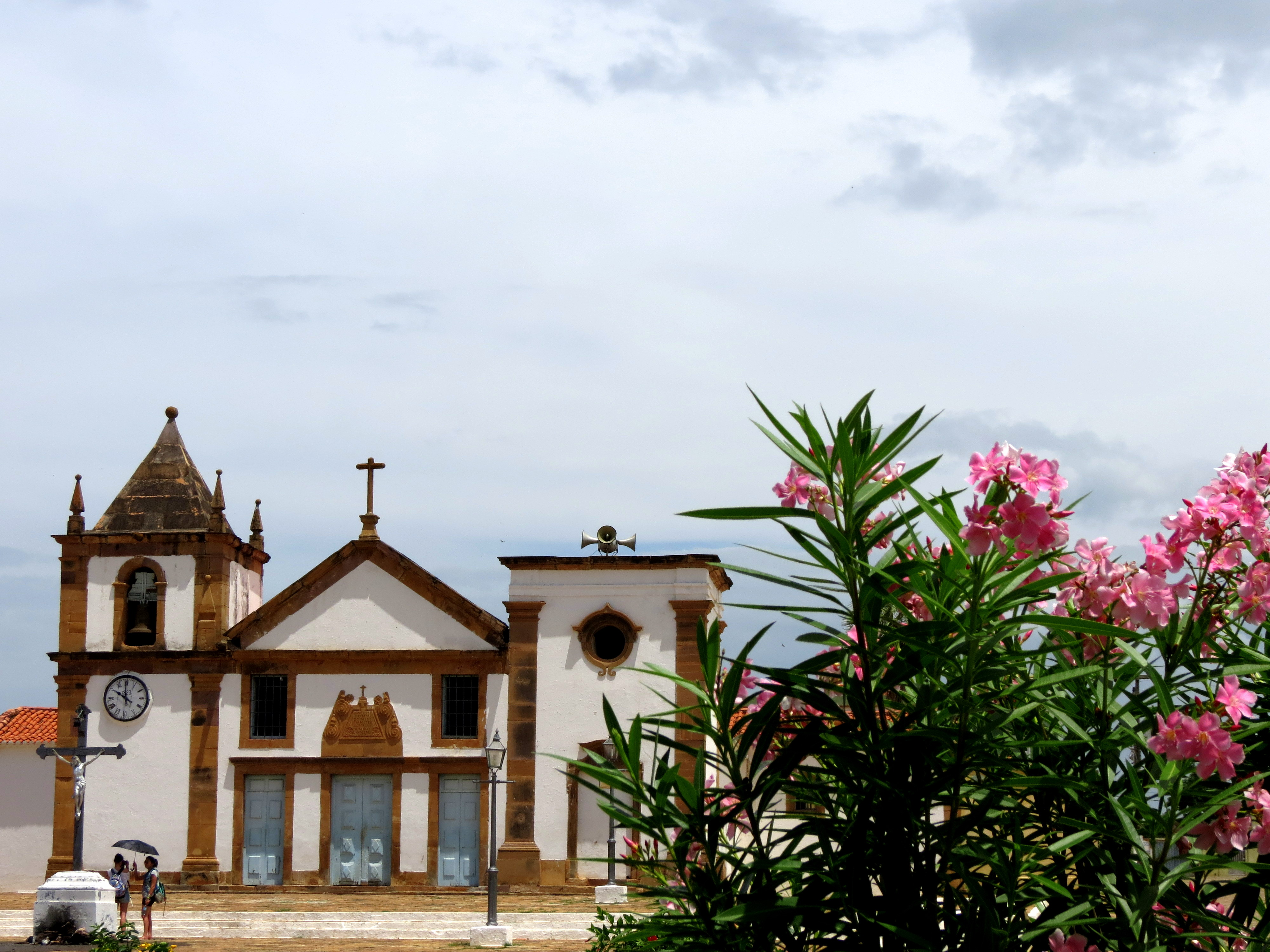
Kathedrale Nossa Senhora das Vitórias in Oeiras

Das Bistum Oeiras (lateinisch Dioecesis Oeirensis, portugiesisch Diocese de Oeiras) ist eine in Brasilien gelegene römisch-katholische Diözese mit Sitz in Oeiras im Bundesstaat Piauí.

## Geschichte
Das Bistum Oeiras wurde am 16. Dezember 1944 durch Papst Pius XII. mit der Päpstlichen Bulle Ad Dominici Gregis aus Gebietsabtretungen des Bistums Piauí errichtet und dem Erzbistum Belém do Pará als Suffraganbistum unterstellt. Am 9. August 1952 wurde das Bistum Oeiras dem Erzbistum Teresina als Suffraganbistum unterstellt. Am 28. Oktober 1974 gab es Teile seines Territoriums zur Gründung des Bistums Picos ab. 
Am 8. Dezember 1977 änderte Papst Paul VI. den Namen in Bistum Oeiras-Floriano. Am 27. Februar 2008 wurde das Bistum Floriano als eigenständige Diözese abgetrennt und der Name des verbleibenden Bistumsteils erneut in Bistum Oeiras geändert.

## Bischöfe

### Bischöfe von Oeiras
- Francisco Expedito Lopes, 1948–1954, dann Bischof von Garanhuns
- Raimundo de Castro e Silva, 1954–1957
- Edilbert Dinkelborg OFM, 1959–1977

### Bischöfe von Oeiras-Floriano
- Edilbert Dinkelborg OFM, 1977–1991
- Fernando Panico MSC, 1993–2001, dann Bischof von Crato
- Augusto Alves da Rocha, 2001–2008, dann Bischof von Floriano

### Bischöfe von Oeiras
- Juarez Sousa da Silva, 2008–2016, dann Koadjutorbischof von Parnaíba
- Edilson Soares Nobre, seit 2017